# خشکسارها
خشکسارها (به انگلیسی: Wastelands) یک ترانه از گروه راک آمریکایی لینکین پارک است. این یکی از ترانه‌های زیبا و پرهوادار لینکین پارک از آلبوم ضیافت شکار است. این ترانه در دو نسخه مجزا تهیه شده‌است. همچنین این ترانه در بازی ویدئویی "Guitar Hero Live" نیز بکار رفته‌است.

## جدول‌ها
| جدول ۲۰۱۴                             | جایگاه |
| ------------------------------------- | ------ |
| Australia - ARIA                      | ۶۴     |
| France - SNEP                         | ۷۶     |
| Hungary - Single Top 40               | ۱۷     |
| Portugal - AFP                        | ۲۹     |
| UK Rock - The Official Charts Company | ۷      |
| US Hot Rock Songs - Billboard         | ۲۵     |

## پیشینه پخش
| منطقه | تاریخ       | فرمت            | برچسب                |
| ----- | ----------- | --------------- | -------------------- |
| جهانی | ۲ ژوئن ۲۰۱۴ | دانلود دیجیتالی | وارنر برادرز. رکوردز |

| منطقه               | تاریخ       | فرمت رادیویی                         | برچسب                           |
| ------------------- | ----------- | ------------------------------------ | ------------------------------- |
| کانادا              | ۱ ژوئن ۲۰۱۴ | Modern rock / Alternative rock radio | ماشین شاپ، وارنر برادرز. رکوردز |
| ایالات متحده آمریکا | ۱ ژوئن ۲۰۱۴ | Modern rock / Alternative rock radio | ماشین شاپ، وارنر برادرز. رکوردز |